# 朱賢焌
长山敏顺王朱賢焌（1386年1月30日—1413年2月15日），明朝齐恭王朱榑庶次子，一作第三子。

## 生平

### 早年
朱賢焌是明太祖的第二十三个孙子。

### 受封
洪武三十五年（1402年）八月，受封为长山王。十一月入朝，与堂兄高平王朱濟燁、慶成王朱濟炫辭歸，各获賜鈔二千錠，從官分别賜鈔。
永樂元年（1403年）四月，朱賢焌又入朝，与堂兄弟周世子朱有燉、順陽王朱有烜、楚世子朱孟烷、永安王朱孟炯、蜀世子朱悅燫辭歸，都获赏赐，從官也得赐鈔。
永樂二年（1404年）四月，朱賢焌又入朝，辭歸，獲賜鈔幣，從官得賜鈔。
永樂三年（1405年）三月，冊淮安衛經歷胡福的女兒為長山王妃。
四月，朱賢焌又和堂弟寧化王朱濟煥入朝，明成祖命皇太子朱高炽在文華後殿宴请。与朱有燉、朱濟煥辭歸，成祖命皇太子设宴招待，给予赏赐，從官也按例赐鈔。

### 获罪被废
永乐四年（1406年）四月，朱榑遣朱賢焌入朝，陳说悔過謝罪之意，又说想亲自入京当面陈情。成祖賜朱榑書信并同意。朱賢焌与堂兄弟保安王朱尚煜、朱有烜辭歸，仍得赐宴，各賜宝鈔及文綺襲衣，從官也分别賜鈔。八月，朱榑被废，朱賢焌兄弟也一并被废。

### 去世
永乐十一年（1413年）正月，礼部说朱賢焌去世了。明成祖惻然说，这是先父皇的孙子，虽然其父有罪，不得相及，遣官賜祭，命有司治喪葬。

#### 分歧记载
《罪惟录》误作宣德三年（1428年）有福建男子楼濂冒名为“七府小齐王”事败后，朱賢焌与父朱榑、兄长原樂安王朱賢烶、三弟原平原王朱賢𤍘一同暴卒。